# Josef Černý
Josef Černý (11 de mayo de 1993) es un ciclista checo, miembro del equipo Soudal Quick-Step.

## Palmarés
2014
- Visegrad 4 Bicycle Race - GP Czech Republic

2017
- 3.º en el Campeonato de la República Checa Contrarreloj
- 2.º en el Campeonato de la República Checa en Ruta
- Tour de la República Checa, más 1 etapa
- Vuelta a Bohemia Meridional

2018
- Campeonato de la República Checa Contrarreloj
- Campeonato de la República Checa en Ruta
- 1 etapa de la Vuelta a Bohemia Meridional[1]

2019
- 2.º en el Campeonato de la República Checa Contrarreloj

2020
- Campeonato de la República Checa Contrarreloj
- 1 etapa del Tour Poitou-Charentes en Nueva Aquitania
- 1 etapa del Giro de Italia

2021
- Campeonato de la República Checa Contrarreloj

2022
- 1 etapa de la Settimana Coppi e Bartali
- Tour de Eslovaquia

2023
- 1 etapa del Tour de Romandía

2024
- 2.º en el Campeonato de la República Checa Contrarreloj

2025
- 2.º en el Campeonato de la República Checa Contrarreloj

## Resultados en Grandes Vueltas y Campeonatos del Mundo
| Carrera              | Carrera              | 2012 | 2013 | 2014 | 2015 | 2016 | 2017 | 2018 | 2019  | 2020 | 2021  | 2022 | 2023 | 2024  | 2025  |
| -------------------- | -------------------- | ---- | ---- | ---- | ---- | ---- | ---- | ---- | ----- | ---- | ----- | ---- | ---- | ----- | ----- |
|                      | Giro de Italia       | —    | —    | —    | —    | —    | —    | —    | 115.º | 86.º | —     | —    | Ab.  | 141.º | 132.º |
|                      | Tour de Francia      | —    | —    | —    | —    | —    | —    | —    | —     | —    | —     | —    | —    | —     | —     |
|                      | Vuelta a España      | —    | —    | —    | —    | —    | —    | —    | —     | —    | 142.º | —    | —    | —     | —     |
| Mundial en Ruta      | Mundial en Ruta      | —    | —    | —    | —    | —    | Ab.  | Ab.  | Ab.   | Ab.  | Ab.   | —    | —    | —     | —     |
| Mundial Contrarreloj | Mundial Contrarreloj | —    | —    | —    | —    | —    | —    | 24.º | 38.º  | 23.º | 32.º  | —    | —    | —     | —     |

—: no participa

Ab.: abandono